# Go-Sakuramachi Tennō
Go-Sakuramachi Tennō (後桜町天皇?   , 23 de septiembre de 1740 - 24 de diciembre de 1813) fue la 117.ª Emperatriz de Japón, de acuerdo al orden tradicional de sucesión. Fue la última mujer que reinó como emperatriz no consorte, gobernando entre el 15 de septiembre de 1762 y el 9 de enero de 1771, antes de abdicar a favor de su sobrino el Emperador Go-Momozono. Su nombre personal era Toshiko (智子) y su título era  Isa-no-miya (以茶宮) y posteriormente Ake-no-miya (緋宮).

## Biografía

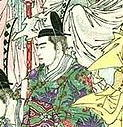
Toshiko era representada como un hombre con perilla.

En 1762, accedió al trono por un decreto especial del Emperador Momozono, debido a que su hijo el príncipe Hidehito (más tarde Emperador Go-Momozono) tenía sólo 5 años.
Con su entronización, se convirtió en la primera emperatriz reinante por derecho propio en 119 años, desde la Emperatriz Meishō.
En el noveno año de su reinado, en 1770, abdicó en favor del Emperador Go-Momozono. Sin embargo este reinado no duró mucho, finalizando en 1779 cuando murió sin dejar un hijo. Cuando su sobrino estaba muriendo, la entonces Emperatriz Enclaustrada (Daijō Tennō) Go-Sakuramachi consultó con los cortesanos superiores y guardias imperiales, planeando aceptar al príncipe Fushimi-no-miya como hijo adoptivo, pero finalmente se decidieron por el príncipe Morohito (師仁), sexto hijo del príncipe Kan'in-no-miya Sukehito (閑院宮典仁), que fue apoyado por el principal consejero del emperador (Kampaku). El príncipe Morohito, fue adoptado apresuradamente por Go-Momozono en su lecho de muerte, convirtiéndose en el Emperador Kōkaku.
Después de que el trono hubiese cambiado a esta rama imperial, Go-Sakuramachi, en su rol como emperador retirado, llegó a ser referida como la Guardián del Joven Señor (Emperador Kōkaku). En este papel, en 1789, durante un escándalo que envolvió un título honorario, amonestó al emperador.
Murió en 1813, a la edad de 73 años. Dejó un libro llamado Kinchū-nenjū no koto (禁中年中の事, aproximadamente "Asuntos de los años en la Corte Imperial"), que consiste en poemas, cartas imperiales, crónicas imperiales, y así sucesivamente, sobresaliendo un mérito literario.

## Genealogía
Era la segunda hija del Emperador Sakuramachi. Su hermana mayor murió joven y su hermano menor fue el Emperador Momozono.

## Eras de su reinado
- Hōreki
- Meiwa